# Courtesoult-et-Gatey
Courtesoult-et-Gatey är en kommun i departementet Haute-Saône i regionen Bourgogne-Franche-Comté i östra Frankrike. Kommunen ligger i kantonen Champlitte som tillhör arrondissementet Vesoul. År 2022 hade Courtesoult-et-Gatey 59 invånare.

## Befolkningsutveckling
Antalet invånare i kommunen Courtesoult-et-Gatey
| Referens: INSEE |